# My Destiny (мини-альбом)
My Destiny — макси-сингл/мини-альбом германо-норвежской симфоник-метал-группы Leaves’ Eyes, изданный 24 июля 2009 года на лейбле Napalm Records.

## Список композиций
| №  | Название                                                | Длительность |
| -- | ------------------------------------------------------- | ------------ |
| 1. | «My Destiny»                                            | 4:13         |
| 2. | «The Battle of Maldon» (Non-Album track)                | 4:23         |
| 3. | «Scarborough Fair» (Acoustic Version - Non-Album Track) | 3:24         |
| 4. | «Northbound»                                            | 4:22         |
| 5. | «Nine Wave Maidens» (Non-Album Track)                   | 3:24         |
| 6. | «My Destiny» (Remix - Non-Album Track)                  | 4:12         |

## Участники записи
- Лив Кристин Эспенес-Крулль – вокал
- Александр Крулль – гроулинг, клавишные
- Торстен Бауер – гитара
- Матиас Рёдерер – гитара
- Алла Федынич – бас
- Севен Антонопулос – ударные